# Hôpital général de Douala
L'Hôpital Général de Douala, en abrégé HGD, est un hôpital de la ville de Douala, au Cameroun, créé en 1992. Il sert de centre d'enseignement.

## Histoire
L'hôpital est créé en 1992. Il est situé dans le quartier Beedi.

## Services

### Plateau technique
L'hôpital compte dans son plateau technique des oxymètres de pouls, des respirateurs et des moniteurs multi-paramétriques.

### Équipement
L'hôpital compte 630 lits.

### Heure de visite
Les heures de visite sont regroupées par jour de lundi à samedi (10h-12h et 14h-16h) et le dimanche 12h à 14h.

## Risques sanitaires
L'hôpital accueille des missions d'intervention sanitaires en partenariat avec d'autres institutions. Depuis 2012, il reçoit des éditions de la mission de chirurgie cardiaque où plusieurs patients sont soignés.
Avec le COVID-19, en 2020, il a renforcé son plateau technique par des oxymètres de pouls, des respirateurs et des moniteurs multi-paramétriques.

## Personnalités liées
- Essaka Ekwalla Essaka (décédé à l’hôpital Général le 25 décembre 2013)